# Armin Hofmann
Armin Hofmann (Winterthur, 29 de junho de 1920 - Lucerna, 18 de dezembro de 2020) foi um designer gráfico suíço.

## Biografia
Junto com Emil Ruder, Hoffman ajudou a fundar a Escola de Basel (Schule für Gestaltung Basel) e ajudou a criar o estilo suíço de tipografia.
Foi uma figura central do design gráfico suíço na segunda metade do século XX; o seu trabalho exerceu forte influência na cena do design internacional. Como designer, pedagogo e autor, Hofmann devotou o seu trabalho profissional ao conceito e à prática da integridade artística no design gráfico.
Os cartazes de Hofmann, as publicações, letterings, símbolos e grafismos arquitetônicos são a expressão de uma linguagem gráfica muito pessoal e do seu conceito de pureza formal.
Hofmann usou uma rede matemática para fornecer uma estrutura unificada e organizada. A ilustração a mão desapareceu sendo substituída pela fotografia de estúdio preto e branco, enquanto que fontes tradicionais foram substituídos por limpo e simples estilos sans-serif (sem serifa).
Através de sua inspiração artística e habilidade, Hofmann acentuava os contrastes e tensões entre os elementos para criar declarações ousadas, cheias de surpresa e sutileza, que comunicava bem tanto perto quanto a distância.
Seu pôster de 1959 para o balé Giselle, por exemplo, é uma justa posição de um pano macio, com fotografia, tipografia e arestas duras, geométricas e imóveis. Trabalhado de forma cuidadosamente equilibrada, o ponto sobre a letra “I” no título que encaixa na foto.
Além disso este novo estilo era perfeitamente adequado para o mercado cada vez mais global do pós-guerra. As corporações necessitando de identificação internacional, e eventos globais como as olimpíadas chamando para um vocabulário universal gráfico que o estilo tipográfico prestados por Hofmann fornecia. Hofmann começou a ensinar os seus princípios tipográficos na Basileia em 1946, e foi considerado o pioneiro desta escola para o que viria a ser o Estilo Suíço.
Armin morreu aos 100 anos em 18 de dezembro de 2020.